# アキンド星のリトル・ペソ
『アキンド星のリトル・ペソ』（アキンドせいのリトル・ペソ）は、LINEゲームおよび2017年4月から6月まで放送された5分枠のショートアニメ。

## 登場キャラクター

### ペソ一行
ペソ
声 - 原涼子
アキンド星の王子。「まいど」しか言わないが、他の登場人物（アキンド星人でなくとも）には問題なく内容が伝わる。母星ではゲーム三昧のぐうたら王子であったが、色々な星々でアイデアを閃き商売をする。
ルーブル
声 - 江口拓也
ペソのお世話役。よく口が立つのが売りだが、調子に乗り過ぎてしまうことも。
マルク
声 - 桜井敏治
一行の中でも巨漢で全身モフモフ。

### 宇宙海賊
ピラット
声 - 関山美沙紀
ペソ達を拘束し身代金を要求するが、王様が憑り付かれる事を知ると「命はカネより大切」と力説する。ただし、命の諸問題が解決したらがっぽり脅し取る心構え。
ハイダオ
バッカニア

### その他
王様
声 - 西前忠久
アキンド星の王でペソの父親。「シュセンド」に憑り付かれ、ペソたちを金稼ぎの旅に行かせる命令を強行する。
ポンコツ星人
声 - 西前忠久
わざと壊れる車を売って儲けている。
桶屋
声 - 桜井敏治（ボス）、西前忠久
ウエスタン星人（声 - 関山美沙紀）に砂避けのための桶を売っていた桶屋。
巨人
声 - 西前忠久
イッショ星人（声 - 関山美沙紀）に、平等に食べ物を分け与えていた石の巨人。ペソ一行によって仲違いを始めるとイッショ星人全員を飲み込み卵に還してしまった。
シアワセ星人
声 - 関山美沙紀
宇宙一幸福な星の住人。退屈過ぎて刺激を求めていたのか、ペソ一行が売り捌いた不幸の人形で星中が大混乱になっても喜んでいた。
ユーレー星人
声 - 関山美沙紀
ユーレー星の幽霊。笑うとカネを落として成仏する。住人は巨大隕石によって絶滅していた。
ゲキヤス王
声 - 西前忠久
ゲキヤス星の王様。他の星に対抗するために身を削ってまで物価を激安にしているため、ガリガリになっている。
オンリー星人、オンリー王
声 - 関山美沙紀、西前忠久（王）
オンリー星で唯一できる唯一のリンゴを崇めている星の住人達。実際のところ、唯一の存在なら何でも価値を見出す。
バブルモンスター、アナウンサー
声 - 関山美沙紀（バブル）、西前忠久（アナウンサー）
バブル星ではバブルファイターという格闘が人気があり、選手のバブルモンスター達はバブルファイターボールを飲んで、人気の度合いで巨大化する。
キンキラ星人
声 - 関山美沙紀（子供）
ゴールドが一杯あるキンキラ星の住人達。食欲旺盛で星の食べ物は全て食べてしまった。そのため、金を売りつくすまで食べ物と交換し続けた。

## LINEゲーム
『LINE アキンド星のリトル・ペソ』は2017年4月6日よりLINEとSo Whatとの共同事業としてサービス開始されたタップタイプのLINEゲーム。
2018年6月5日をもってサービスを終了した。

## テレビアニメ
2017年4月3日から6月19日まで放送。

### スタッフ
- 監督・脚本 - 青池良輔
- 原案 - So What、Inc.（馬場一明、今井呂万）
- キャラクターデザイン - So What、Inc.（今井呂万）
- プロデューサー - イマジニア
- 背景美術 - クリエイティブアーティスツ
- 音響効果・選曲 - 徳永義明
- 録音・ビデオ編集 - エクサインターナショナル
- 音楽 - Tecy Vegas（Tecytone.）
- アニメーション制作 - ファンワークス、FEVER creations

### 主題歌
オープニングテーマ曲「Pretty Penny」
作詞 - 青池良輔 / 作編曲 - Tecy Vegas / 歌 - Leo

### 各話リスト
| 話数   | サブタイトル             |
| ------ | ------------------------ |
| 第1話  | アキンド星の王子 ペソ    |
| 第2話  | ポンコツ星でドライブ     |
| 第3話  | 風吹く星の桶屋           |
| 第4話  | 宇宙海賊ピラット         |
| 第5話  | イッショ星の巨人         |
| 第6話  | シアワせ星の退屈         |
| 第7話  | ユーレー星で大爆笑       |
| 第8話  | ゲキヤス星の秘密         |
| 第9話  | オンリー星のリンゴ       |
| 第10話 | バブル星でデスマッチ     |
| 第11話 | キンキラ星のくいしんぼう |
| 第12話 | ただいま！アキンド星     |

### 放送局
2017年4月3日から6月19日までTOKYO MX1にて月曜21時55分 - 22時に放送された。 
| 配信期間               | 配信時間        | 配信サイト   | 備考 |
| ---------------------- | --------------- | ------------ | ---- |
| 2017年4月3日 - 6月19日 | 月曜 21:55 更新 | AbemaTV      |      |
|                        | 月曜 22:00 更新 | GYAO!        |      |
|                        |                 | ニコニコ動画 |      |
|                        |                 | YouTube      |      |